# カーズ/クロスロード
『カーズ/クロスロード』（原題：Cars 3）は、ピクサー・アニメーション・スタジオによるアメリカ合衆国のコンピュータアニメーション・アドベンチャー映画。全米で2017年6月16日、日本で2017年7月15日公開。ブライアン・フィーの初監督作品。短編アニメーション『LOU』が同時上映された。

## 概要

本作は、2006年公開の『カーズ』、2011年公開の『カーズ2』に続くシリーズ3作目であり、ピクサーの長編映画としては『ファインディング・ドリー』に次ぎ『トイ・ストーリー』から数えて18作目となる。
前作は世界各国が主な舞台だったのに対し、本作では舞台をアメリカに戻し、ベテランレーサーとなったライトニング・マックィーンが新世代ルーキーの登場やクラッシュ事故により「人生の岐路（クロスロード）」に立たされ、これまでの仲間や新たな相棒に支えられながら運命の決断を迫られるという、前2作とは打って変わり大人向けの内容となっている。
なお、本作の原題は『Cars 3』とナンバリングされており、これに合わせる形で、本作の関連商品（ゲーム・トミカ等）は『カーズ3』の名称で取り扱われることが多数ある。

## キャッチコピー
- 「この挫折は終わりか、始まりか？」
- 「夢の続きか、新たな人生か？」
- 「ディズニー/ピクサー史上最大の衝撃」
- 「最強のライバル、登場！はたして“マックィーン”は勝てるのか？」

## あらすじ
カーレース「ピストン・カップ」で7回の優勝歴を誇る大人気ベテランレーサーとなったライトニング・マックィーン。しかし2016年度シーズンのあるレースにて、最新テクノロジーを駆使した新世代ルーキージャクソン・ストームがマックィーンを追い抜いて逆転優勝し、彼の生意気な態度を忌々しく思ったマックィーンはストームをライバル視するようになる。シーズン中のストームの連戦連勝によるマックィーンの連戦連敗、ストームに続く新世代レーサーの登場、マックィーンの友人、キャル・ウェザーズや、ボビー・スウィフト、ブリック・ヤードレィなどを含む旧世代レーサーの引退や解雇など、マックィーンは世代交代に焦り始める。シーズン最終戦、残り40周をきったところでマックィーンは2位につき、ストームを追いかけピットイン、グイドのタイヤ交換の時間を省きトップに着くが、そこをピットアウトしたストームに追い越されてしまう。焦ったマックィーンは、いきなり速度をあげたせいで右後輪のタイヤがバーストしたことで制御不能状態になり、壁に衝突、そのまま激烈で衝撃的なクラッシュを起こしてしまう。
事故から4か月後、修理を終えたマックィーンは馴染みの町「ラジエーター・スプリングス」で、今後のことについて考えていた。自身の師匠であり今は亡き住民ドック・ハドソンがレーサーを引退する一因となったクラッシュ事故の映像を見て、ガールフレンドのサリーに気持ちを語り、レーサーとして別の形でレースの仕方を見つけることを決意する。同日に自身のスポンサー「ラスティーズ」がレーサー育成施設「ラスティーズ・レーシング・センター」を新設したことをラスティーとダスティーに、知らされた。マックィーンはルイジ、グイドと共にそこを訪れるが、スターリングという車にラスティーズが売却されたことが判明する。マックィーンは彼の任命で、そこで働くクルーズ・ラミレスをトレーナーにつけた「再生プロジェクト」なる特訓を開始することとなる。しかし、マックィーンは特訓に退屈して、シミュレーターを勝手に使って壊してしまい、その様子を見ていたスターリングは彼の成果が上がらないことに難色を示し、マックィーンにレーサー引退を忠告してブランド商品の販売を提案する。2017年シーズン初戦「フロリダ500」で優勝出来ればレーサー引退を撤回・引退するときは自分が決めることを条件にマックィーンはそれを了承し、クルーズ、ルイジ、グイドと共にフロリダ500まで特訓をしながらの旅に出る。
マックィーンはかつてレースが行われていた施設近くの砂浜「ファイヤー・ボール・ビーチ」で特訓を開始するが、砂地を走ったことのないクルーズが足を引っ張ってしまう。そこでは砂地の走り方をクルーズに教えることに終始し、自身の練習にならなかった。移動中、レース場「サンダーホロウ・スピードウェイ」の看板を見つけたマックィーンは特訓のため、マスコミから逃れるために素性を隠してそこを訪れるが、マックィーンとクルーズは行われていたデモリション・ダービー「クレイジー8」に強制参加させられる。出場車達の容赦ない攻撃に恐れていた2人だが、偶然にもクルーズが優勝してしまう。しかし、彼女が給水タンクローリーのドリッピーを勢いよくすり抜け、その影響でドリッピーは体勢を崩して転倒。中の水が漏れ出してしまい、その水がマックィーンに直撃し、彼の正体を隠していた泥が吹き飛び、正体が会場内で丸見えになり、マックィーンの存在がマスコミにバレる結果になってしまった。
その後、サンダーホロウ・スピードウェイから逃げる途中、マックィーンは焦燥感から「君はレーサーじゃなくトレーナーだから自分の気持ちが分からない」と、思わずクルーズに怒りをぶつける。するとクルーズは、自身の過去をマックィーンに打ち明ける。幼少期にテレビで見たマックィーンに憧れレーサーを夢見ていたが、レース場に自分は場違いだと考え、その夢を断念したのだと。クルーズはマックィーンのトレーナーを辞め一人でラスティーズ・レーシング・センターに戻り、マックィーンはフロリダ500で自分が優勝する確率は1.2%だというナタリー・サートゥンからの報道を見て落ち込み、親友のメーターとテレビ電話を通して会話する。メーターの提案で、ドックのかつての師匠スモーキーに会うこととなり、マックィーンは彼が住むという「トーマスビル・スピードウェイ」にクルーズを呼び戻して共に向かう。
クルーズ達と共にトーマスビル・スピードウェイに到着したマックィーンは、そこでスモーキーら1950年代に活躍したピストン・カップのレジェンド達と出会い、彼らの話によりドックの過去と彼の真相を知る。1950年代、レーサーとして活躍していたが、1954年シーズンのあるレースでクラッシュ事故を起こし世間から見捨てられたドックは、止むを得ずレーサーを引退した後、トーマスビル・スピードウェイからラジエーター・スプリングスに移住する。その50年後、ドックはスモーキーに手紙を送るようになった。その手紙をスモーキーに見せてもらい、マックィーンは、ドックの1番の幸せはレーサーとして活躍することではなく、弟子である自分の成長を見守ることだということを知る。そしてスモーキー達は、マックィーンにレースはスピードが全てではないことを教え、彼とスパーリングパートナーとしてクルーズも一緒に、トラクターの群れの中から抜け出す特訓や、暗闇をヘッドライトなしで走る特訓など、テクニック重視の様々な技を伝授しながら、フロリダ500に向けて特訓を始める。
フロリダ500開催当日、スモーキー達に教わった新たな技を熟達したマックィーンは、レース会場である「フロリダ・インターナショナル・スピードウェイ」に到着する。クルーズやスモーキー達、ラジエーター・スプリングスの住民達の応援を受けながらレースに励むマックィーンだが、レース中にスターリングの命令でクルーズがラスティーズ・レーシング・センターに戻るよう指示される。そんな彼女を見たマックィーンは、これまでの特訓でレーサーではなくトレーナーとして扱われてきたクルーズを思い出し、気の毒に感じ、第2ターンでの接触事故によりレースが一時中断している時間を利用して、自分の代わりに彼女をレースに出場させる。初めは躊躇していたクルーズも、自分の夢を後押ししてくれるマックィーンに感謝しながらレースに出場し、彼の的確なアドバイスのおかげでストームに続く2位までに漕ぎ着く。最終ラップではクルーズがストームに壁に押し付けられて妨害されてしまうが、かつてドックも使っていた宙返りの技を使ってかわし、ストームを追い抜いてゴールを通過する。
マックィーンとクルーズは、フロリダ500で見事優勝を果たした。「言葉が出ない」と、ダレル・カートリップ、ボブ・カトラス、ナタリー、そして観客は感動した。クルーズはスターリングとの契約を解除、大石油会社「ダイナコ」のテックス・ダイナコとスポンサー契約し、レーサーとして活躍していくことを決意する。マックィーンはレーサーを続けながら、彼女のクルーチーフ兼トレーナーとして活躍していく新たな道を切り開くことを決意。その車体は、ドックと同じ青色に塗り替えられていた。
エンドロール後、マックィーンからの電話に驚いたメーターが電話機を壊してしまうところで映画は幕を閉じる。

## 登場キャラクター

### 主要キャラクター
ライトニング・マックィーン
- ゼッケンNo：95/15
- 所属：ラスティーズ（Rust-eze）

本作の主人公で、ピストン・カップの人気ベテランレーサー。車体の色は赤。一人称は「僕」。
ピストン・カップで7回の優勝歴を誇るが、新世代の波に乗れず、レース中のクラッシュ事故で初めて挫折を経験。レーサーとして復帰するため、トレーナーのクルーズと共に特訓をしながら旅に出る。クルーズやスモーキーとの特訓を経て、レーサーを続けるべきか、別の道を切り開くか運命の決断を迫られる。
自身と同じベテラン格のキャル、ボビー、ブリックとは友人。サンダーホロウ・スピードウェイのレースでは泥を被って素顔を隠し「チェスター・ウィップルフィルター」の偽名で参加した。クルーズに自分のタイヤに名前をつけることを提案された際には、レフティー（左前輪）、ライティー（右前輪）、バッキー（右後輪）、バッキーJr.（左後輪）と名付けた。
なお、決め台詞である「カチャウ」は前2作では何度も発していたが本作では1度も発していない。
クルーズ・ラミレス
- ゼッケンNo：95→51/20
- 所属：ラスティーズ（Rust-eze）→ダイナコ石油（DINOCO）

ラスティーズ・レーシング・センターで働くヒスパニック系の若手女性トレーナーで、マックィーンの再生プロジェクトをサポートする彼の新たな相棒。車体は2ドアクーペで色は黄色。一人称は「私」。
これまではルーキーレーサーのトレーナーとして活躍してきたが、ベテランレーサーであるマックィーンのトレーナーとして、やる気を引き出す達人、テクノロジー知識が豊富であることを活用し彼を鍛え上げる。音声コマンドアシスタント「ハミルトン」を搭載している。また、マリア（左後輪）、ファニータ（左前輪）、ロナルド（右後輪）、デビー・リチャードソン（右前輪）と、自身のタイヤに自ら名前をつけている。明るく前向きな性格だが、実は自分に自信が持てないという悩みを抱えている。
幼少期にテレビでマックィーンのレースを見たことがきっかけで彼の大ファンになり、レーサーになることを目指していたが、周りとの空気が違うことを感じ、断念した経歴がある。
サンダーホロウ・スピードウェイのレースでは「フランシス・ベルトライン」の偽名で参加。
ジャクソン・ストーム
- ゼッケンNo：2.0
- 所属：IGNTR

本作におけるディズニー・ヴィランズで、マックィーンの最大のライバル。
ピストン・カップの新世代ルーキーの一台。車体の色は黒/青。これまでのピストン・カップのレーサーの概念を覆す、空力重視の低く角張った車体が特徴。一人称は「俺」。スポンサーは「IGNTR (イグナイター)・リキッド・アドレナリン」。
自信家で、実力を鼻にかけたその姿はルーキー時代のマックィーンに似ているが、それに加えて自分が不利に陥ると勝つ為に手段を選ばないといった、現役時代のチック・ヒックスのような卑劣な一面も秘めている。最新設備によるバーチャル空間でのシミュレーション訓練を重ね、最も効率的な走行ラインを維持することができる。新技術がレース界に革新をもたらすと信じ、マックィーンを始めとした旧世代のレーサーたちを見下す。マックィーンに対しては一応は目標とするレーサーとして意識している素振りも見せるが、先輩レーサーとしての敬意を持たず、挑戦的な態度をとる。次世代レーサーの中でもとびきり速く、デビューしてから無敗で2016シーズンを制した。
フロリダ500での開幕戦ではマックィーンの代走で参加したクルーズが3位に上がった際にわざわざ減速して挑発し、心を砕こうとしたがマックィーンに本心を見破られて失敗。2位に上がったクルーズに逆にからかわれ、クルーズを壁にぶつけようとしたが宙返りで交わされ、優勝を逃す。

### ピストン・カップに登場するキャラクター

#### 旧世代レーサー
2016年度シーズン中盤から新世代レーサーの出現により、引退や解雇に追い込まれてしまう。ボディの両側に、上から「ピストン・カップ」「バイトリーン」「リボルティング」「RPM」「ニトロエイド」「オクタン・ゲイン」「クラッチ・エイド」のステッカーが貼ってあるのが特徴。
キャル・ウェザーズ
- ゼッケンNo：42
- 車種：キャトピルモーターズ・マークII
- 所属：ダイナコ石油（DINOCO）

2005年度シーズンで引退したキングことストリップ・ウェザーズと、彼の妻リンダ・ウェザーズの甥。車体の色は水色/青。同じスポンサーで自分の叔父でもあるキングはゼッケンが43番なのに対し、キャルはゼッケン番号が43から1引いた42番になっている。
ベテラン格の一台でマックィーン、ボビー、ブリックとは友人。マックィーンには「ウィンカーが点いてるぞ」や、ピットでは「洗車してるのかい？」とからかわれている。
劇中序盤のレース・アイオワハイブリッド450では勝利した。新世代レーサーの台頭により、自身の限界からバンパー・セーブ：ギアーズ・アンド・グローリィ450を最後にレーサーを引退。
声優を務めるカイル・ペティはキングの声を務めたリチャード・ペティの息子にして、NASCARカップシリーズの元レーサー。
ボビー・スウィフト
- ゼッケンNo：19
- 車種：ブラウニー・モーターCo.スパークEA
- 所属：オクタン・ゲイン（Octane Gain）

車体の色は紫/オレンジ色。1作目に登場した同じスポンサーのビリー・オイルチェンジャーはボディの色がオレンジで、ゼッケン番号が58番であったのに対し、ボビーと彼の後任であるダニーはボディの色が紫色で、ゼッケン番号が19番になっている。カーブで前に出るのが得意なレーサーで、マックィーン、キャル、ブリックとは友人であり、最序盤においてはマックィーンにとって1番の強敵として描かれている。マックィーンが知らなかった、新人ジャクソン・ストームのことを知っていた。
お調子者で、優勝してインタビュー中にマックィーンの顔に泡をふきかけて｢カップケーキ君｣と呼んだり、キャルをからかったり、マックィーンとレース中に軽口を叩いて叫んだりしている。
2016年度シーズン最終戦の一つ前のレース後に、ダニーと交代したが、マックィーンの気づいていない間だったため、引退か解雇かは不明。ゲーム｢勝利への道｣では操作可能キャラである。
ブリック・ヤードレィ
- ゼッケンNo：24
- 車種：アクセロ・フィッションEA
- 所属：バイトリーン（Vitoline）

車体の色は黄緑/白。1作目に登場した同じスポンサーのジェイムズ・クリーンエアはゼッケン番号が61番であったのに対し、ブリックと彼の後任であるチェイスはゼッケン番号が24番になっている。
マックィーン、キャル、ボビーとは会話シーンが無いものの友人。序盤のほとんどのレースシーンで、その3人に次ぐ4位を走行している。
ジェイムズの引退後、10年もレーサーをしていたらしいが、2016年度シーズン最終戦直前でスポンサーから解雇を告げられる。ゲーム｢勝利への道｣では操作可能キャラである。
ジミー・ケーブルズ
- ゼッケンNo：00
- 車種：アクセロ・フィッションEA
- 所属：インターセクション（intersection）

車体の色は赤/赤紫/白。新世代のレーサーがいる中、データシフト400では3位という成績だった。
ジャック・デポスト
- ゼッケンNo：4
- 車種：ブラウニー・モーターCo.スパークEA
- 所属：トウ・キャップ（TOW CAP）

車体の色は紺/白。ラストベルト・レースウェイのレースの後には引退していた。
レーン・ロック
- ゼッケンNo：5
- 車種：アクセロ・フィッションEA
- 所属：サイナーG（SynerG）

車体の色は青/黄色。ムード・スプリングス・スパッター・ストップ350では新世代レーサーのエド・トランカンの後ろの9位でフィニッシュした。
マルクス・クランクズラー
- ゼッケンNo：6
- 車種：ブラウニー・モーターCo.スパークEA
- 所属：トランスベリー・ジュース（Transberry Juice）

車体の色は紫/青/水色/黄色。1作目に登場した同じスポンサーのリー・レブキンズはゼッケン番号が63番であったのに対し、マークスと彼の後任であるバッバはゼッケン番号が6番になっている。
BnLレースウェイのレースでは、ラルフ、ロードテスタ、トッドの前を走っていたが、ストームにあっさり抜かれる。
チップ・ギアリングス
- ゼッケンNo：11
- 車種：ブラウニー・モーターCo.スパークEA
- 所属：コンバスター（COMBUSTR）

車体の色は紺/緑/白。バンパー・セーブ：ギアズ・アンド・グローリィ450を最後に引退した。
カール・クラッチェン
- ゼッケンNo：15
- 車種：ブラウニー・モーターCo.スパークEA
- 所属：イージー・アイドル（easy idle）

車体の色は水色/白。1作目に登場した同じスポンサーのルビー・"イージー"・オークスはゼッケン番号が51番であったのに対し、クルーズをドック（現役時代）と同じ番号にするためか、カールと彼の後任であるハーヴィー・ロッドキャップはゼッケン番号が5と1を逆にして15番になっている。
ダイナコ・ライト350では5位でフィニッシュしたが、その後のコッパー・キャニオン・スピードウェイのダイナコ400を最後に、最初に引退した6台中の1台である。
スピーディー・コメット
- ゼッケンNo：21
- 車種：ブラウニー・モーターCo.スパークEA
- 所属：ブリンカー（Brinkr）

車体の色はオレンジ/水色。冒頭のダイナコ・ライト350では、1位にいたもののマックィーン、キャル、ボビーたちに抜かれる（このシーンはフィニッシュラインから近いが、スピーディー・コメットは11位という結果になる）。その後のコッパー・キャニオン・スピードウェイのダイナコ400を最後に、最初に引退した6台中の1台。
フィル・タンクソン
- ゼッケンNo：28
- 車種：ブラウニー・モーターCo.スパークEA
- 所属：ニトロエイド（NITROADE）

車体の色は黒/白/オレンジで炎の絵が描かれている。ダイナコ・ライト350では、マックィーンのレースを上から見たシーンで登場した。コッパー・キャニオン・スピードウェイのダイナコ400を最後に、最初に引退した6台中の1台。
テリー・カーガス
- ゼッケンNo：31
- 車種：アクセロ・フィッションEA[5]
- 所属：トリプルデント（TripleDent）

車体の色は水色/青。スポンサーのトリプルデントは『インサイド・ヘッド』に登場するガムの名前である。ムード・スプリングス・スパッター・ストップ350では、レーン・ロックの後ろの10位でフィニッシュした。
ダッド・スロットルマン
- ゼッケンNo：33
- 車種：アクセロ・フィッションEA
- 所属：ムード・スプリングス（MOOD SPRINGS）

車体の色は青/黒/白。コッパー・キャニオン・スピードウェイのダイナコ400を最後に、最初に引退した6台中の1台。
ダークソン・ダーゴスティーノ
- ゼッケンNo：34
- 車種：キャトピルモーターズ・マークII
- 所属：トランク・フレッシュ（trank fresh）

車体の色は黄緑/黒。1作目からの再登場でボディが一新されている。会社員から転身したレーサー。ビルの間を走りまわるうちに、どんなスピードでも障害物を避けられるようになった。
レブ・ミーカー
- ゼッケンNo：36
- 車種：ブラウニー・モーターCo.スパークEA
- 所属：タンクコート（Tank Coat）

車体の色はピンク。冒頭のダイナコ・ライト350では最後にマックィーンら4台に抜かれるまで2位を走行していた。2016年度シーズン最終戦のロサンゼルス500まで戦い続けた10台中の1台。
バック・ベアリングリー
- ゼッケンNo：39
- 車種：アクセロ・フィッションEA
- 所属：ビュー・ジーン（VIEWZEEN）

車体の色は水色/ライトブルー。2016年度シーズン最終戦のロサンゼルス500まで戦い続けた10台中の1台であり、上位からスタートし次世代レーサーのハーブ・カーブラーとポジション争いをする。
T.G.キャッスルナット
- ゼッケンNo：48
- 車種：ブラウニー・モーターCo.スパークEA
- 所属：リボルティング（RE-VOLTING）

車体の色は赤/黒/白。1作目に登場した同じスポンサーのデイビー・エイペックスはゼッケン番号が84番であったのに対し、アップルのレーサー（旧世代とその後任のJ.P.ドライブ）と被るためか、T.G.と彼の後任であるアーロン・クロッカーはゼッケン番号が8と4を逆にして48番になっている。
コッパー・キャニオン・スピードウェイのダイナコ400を最後に、最初に引退した6台中の1台。
ブライアン・スパーク
- ゼッケンNo：52
- 車種：アクセロ・フィッションEA
- 所属：リークレス（Leak Less）

車体の色は黄色/黒/白。ダイナコ・ライト350ではピットで登場し、2016年度シーズン最終戦のロサンゼルス500まで戦い続けた10台中の1台。
トミー・ハイバンクス
- ゼッケンNo：54
- 車種：アクセロ・フィッションEA
- 所属：フォークス・ウィール・ドライブ（FAUX WHEEL DRIVE）

車体の色は緑/水色/黄で、自然の風景とタイヤのデザインが特徴。
ブルース・ミラー
- ゼッケンNo：64
- 車種：アクセロ・フィッションEA
- 所属：RPM

車体の色は黄色/青/オレンジ/白。モーター・スピードウェイ・オブ・サウスのダイナコ・ライト350でマックィーン、ボビー、キャルがピットに入る場面に出てくる。
ボビー・ロードテスタ
- ゼッケンNo.67
- 車種：ブラウニー・モーターCo.スパークEA
- 所属：カーボン・サイバー（CARBON CYBER）

車体の色は黄緑/水色。名前が19番（スウィフト）と被っている。BnLレースウェイのレースではストームにあっさり抜かれる。
パーカー・ブレーキストン
- ゼッケンNo：68
- 車種：アクセロ・フィッションEA
- 所属：N2Oコーラ（N2O Cola）

車体の色は紫/黄緑。コッパー・キャニオン・スピードウェイのダイナコ400を最後に、最初に引退した6台中の1台。
フロイド・マルビヒル
- ゼッケンNo：70
- 車種：キャトピルモーターズ・マークII
- 所属：ガスピリン（GASPRIN）

車体の色は青/黄/紫。1作目からの再登場でボディが一新されている。元々はエンジニアをめざしていたがレーサーに転向した。ファンから「けむたいフロイド」と呼ばれている。
レブンゴー・レーサー
- ゼッケンNo：73
- 車種：アクセロ・フィッションEA
- 所属：レブンゴー（Rev-N-Go）

車体の色は水色/青/オレンジ。冒頭のダイナコ・ライト350で最初に画面に映るレーサー。2016年度シーズン最終戦のロサンゼルス500をまで戦い続けた10台中の1台。
名前の通り、レブンゴーのレーサーだが本名は不明。2017年にamazonで発売された「カーズ/クロスロード マテル 1:55 ダイキャストミニカー デザート・レース 11台パック」セットでも、英語で「REV-N-GO RACER」の名前で発売されている。
リブ・ロードエイジ
- ゼッケンNo：76
- 車種：アクセロ・フィッションEA
- 所属：ビニール・トゥーペ（Vinyl Toupee）

車体の色は薄紫/黒/白/茶色。カーズ1に登場したクラスティとは同じスポンサーとは思えない程デザインが変更されている。2016年度シーズン最終戦のロサンゼルス500まで戦い続けた10台中の1台。
レックス・レヴラー
- ゼッケンNo：80
- 車種：ブラウニー・モーターCo.スパークEA
- 所属：ガスキッツ（Gask-its）

車体の色は青/赤/黄色。ダイナコ・ライト350と、アイオワ・ハイブリッド450では9位でフィニッシュした。
ダレン・レッドフッド
- ゼッケンNo：82
- 車種：キャトピルモーターズ・マークII
- 所属：シャイニー・ワックス（SHINY WAX）

車体の色は抹茶/緑/黄色。1作目からの再登場でボディが一新されている。ライバルが後ろに入り、その後ぬいてくるのが大嫌い。2016年度シーズン最終戦のロサンゼルス500まで戦い続けた10台中の1台。
アップル・レーサー
- ゼッケンNo：84
- 車種：アクセロ・フィッションEA
- 所属：アップル社（Apple inc.）

車体の色は白/グレー。モーター・スピードウェイ・オブ・サウスのダイナコ・ライト350でマックィーン、ボビー、キャルがピットに入る場面に出てくる。名前の通り、アップルのレーサーだが本名は不明。
ポンチー・ワイプアウト
- ゼッケンNo：90
- 車種：キャトピルモーターズ・マークII
- 所属：バンパー・セーブ（Bumper $ave）

車体の色は水色/白/赤。1作目からの再登場でボディが一新されている。元スタントマンで、クラッシュが嫌い。2016年度シーズン最終戦のロサンゼルス500まで戦い続けた10台中の1台。
本編ではまぶたの色が水色だが、カーズマテルでは黒色になっている。
マレー・クラッチバーン
- ゼッケンNo：92
- 車種：キャトピルモーターズ・マークII
- 所属：スパッター・ストップ（SPUTTER Stop）

車体の色は緑/オレンジ/白。1作目からの再登場でボディが一新されている（『カーズ/クロスロード』の中でもデザインが変わっており、顔の色が緑からオレンジになっている）。1984年オリンピックのリレーチームで金メダルをとった｢ミスター・ポピュラー｣の名で知られるベテラン強豪選手。2016年度シーズン最終戦のロサンゼルス500まで戦い続けた10台中の1台。
アーニー・ギアソン
- ゼッケンNo：93
- 車種：キャトピルモーターズ・マークII
- 所属：スペア・ミント（SPARE MINT）

車体の色は青/水色/緑。1作目からの再登場でボディが一新されている。最年長のレーサーで、年に1、2回しか走らないという設定通りか、本作で2度目のモーター・スピードウェイ・オブ・サウスには不参加していた。ミントのデザインが特徴。
ラルフ・カーロウ
- ゼッケンNo：117
- 車種：キャトピルモーターズ・マークII
- 所属：リル・トルキー・ピストンズ（LIL TORQUEY PISTONS）

車体の色は青/水色/白/赤。1作目からの再登場でボディが一新されている。俳優ジョードン・カーロウの弟で、彼と時々仕事を代わることがある。BnL・レースウェイのレースではストームにあっさりぬかれる。その後の2016年度シーズン最終戦のロサンゼルス500まで戦い続けた10台中の1台。
ダイノ・ドラフトスキー
- ゼッケンNo：121
- 車種：ブラウニー・モーターCo.スパークEA
- 所属：クラッチ・エイド（CLUTCH AID）

車体の色は青/白/緑。データシフト400で、新世代のレーサーがいる中4位という成績だった。2016年度シーズン最終戦のロサンゼルス500まで戦い続けた10台中の1台である。
トッド・マーカス
- ゼッケンNo：123
- 車種：キャトピルモーターズ・マークII
- 所属：ノー・ストール（No Stall）
- 出身：アラバマ州ディーゼルトン

車体の色は赤/青/青緑/白。1作目からの再登場でボディが一新されている。銀行カード、インターネットの会員番号、家のデジタルキー、金庫も番号は123にしている。

#### 新世代レーサー
「空気力学」を元に作られた最新型のレースカー。タイヤ圧、ダウンフォース、全てがずば抜けており、どのレースコースも最適なラインを走れるため、マックィーンたち旧世代レーサーよりも速く走れる。ボディの両側に上から、「ピストン・カップ」「コンバスター」「カーボン・サイバー」「サイナーG」のステッカーが貼ってある。
バッバ・ホイールハウス
- ゼッケンNo：6
- 車種：新世代レーサーSA型
- 所属：トランスベリー・ジュース（Transberry Juice）

マークス・クランクズラーの後任。車体の色は青/紺/黄色。フロリダ500で逆転優勝したクルーズに「ウィンカーついてるぞ」とからかった。全てのレーサーがトラックにふさわしいと考えている。
モデルは2017年のNASCARカップシリーズのレーサー（エリック・アルミローラの代役で4戦、フル参戦は2018年から）で、声を担当するダレル・ウォレス・Jr.本人。
ダニー・シュワヴェッツ
- ゼッケンNo：19
- 車種：新世代レーサーSB型
- 所属：オクタン・ゲイン（Octane Gain）

ボビー・スウィフトの後任。車体の色は紫/金色。真面目な努力家。2016年度シーズン最終戦のロサンゼルス500でレースデビューする直前、マックィーンにボビー・スウィフトと間違えられる。レースでは常に上位グループにおり、ロサンゼルス500では2位、フロリダ500では3位でゴールした。
モデルは2017年のNASCARカップシリーズのレーサーで、声を担当するダニエル・スアレス本人。
ライアン・"インサイド"・レニー
- ゼッケンNo：21
- 車種：新世代レーサーSA型
- 所属：ブリンカー（Brinkr）

スピーディー・コメットの後任。車体の色はオレンジ/水色。自分の祖父から、マックィーンが若い頃に行方不明になったことを聞いていたらしい。エキサイティングな走りで人気がある。本作で2度目のモーター・スピードウェイ・オブ・サウスで、レースデビューした最初の次世代レーサーの1人。その後、フロリダ500の大クラッシュに巻き込まれたが、その後も走り続けた（その時のシーンだけ、車体の色のオレンジ/水色が逆になっていた）。
モデルは2017年のNASCARカップシリーズのレーサーで、声を担当するライアン・ブレイニー本人。
チェイス・レースロット
- ゼッケンNo：24
- 車種：新世代レーサーSA型
- 所属：バイトリーン（Vitoline）

ブリック・ヤードレィの後任。車体の色は黄緑/緑/白。マックィーンがまだフロリダに来ていないことは、気にしていなかった。2世代目のレーサーで、父もレーサーだったことが示唆されている。本作ではロサンゼルス500のレースで、レースデビューする。
モデルは2017年のNASCARカップシリーズのレーサーで、声を担当するチェイス・エリオット本人。
フリップ・ドーヴァー
- ゼッケンNo：00
- 車種：新世代レーサーSB型
- 所属：インターセクション（intersection）

ジミー・ケーブルズの後任。車体の色は濃いピンク/白。フロリダ500では、3位を走っていたところ、クルーズに抜かれる。その後のエンド・ロールの写真集で、クルーズのタイヤをふくらまし、ダニーと共に後ろで笑っていた。2024年のレゴのショートムービー｢ブリックトゥーン｣にも登場する。
J.D.マックピラー
- ゼッケンNo：4
- 車種：新世代レーサーSA型
- 所属：トウ・キャップ（TOW CAP）

ジャック・デポストの後任。車体の色は紫/水色/黄色。ムード・スプリングス・スパッター・ストップ350では3位でゴールする。フロリダ500でマックィーンがクルーズに言った「前の車を見ろ」の「前の車」にあたるレーサー。
エリック・ブレーカー
- ゼッケンNo：5
- 車種：新世代レーサーSB型
- 所属：サイナーG（SynerG）

レーン・ロックの後任。車体の色は緑/黄/紺色。ロサンゼルス500のレースシーンで、作成ミスにより何度かチェイスと位置が逆になっていた。フロリダ500では中位を走っており大クラッシュに巻き込まれかけたが回避した。
クリス・ローミン
- ゼッケンNo：11
- 車種：新世代レーサーSA型
- 所属：コンバスター（COMBUSTR）

チップ・ギアリングスの後任。車体の色は紺/緑/白。ロサンゼルス500でマックィーンが、ストーム、ダニー、チェイスに追い越された時、一つ後ろを走っていたのが彼だった。カム・スピナーとは仲が良いらしく隣でスタートしたり、共にインタビューを受けたりしていた。ロサンゼルス500では3位に浮上していたこともあったが、フロリダ500では比較的後方を走っている。
ハーヴィー・ロッドキャップ
- ゼッケンNo：15
- 車種：新世代レーサーSA型
- 所属：イージー・アイドル（easy idle）

カール・クラッチェンの後任。車体の色は白/黒/青。本作で2度目のモーター・スピードウェイ・オブ・サウスでレースデビューした最初の次世代レーサーの一台で、強豪として描かれており、BnLレースウェイのレースではストームに抜かれるまで先頭を走っており、グランドール・OIL・Co・レースウェイでは3位でゴールする。シーズン最終戦のロサンゼルス500でマックィーンがクラッシュしたところを、ティム・トレッドレスと共に、後ろから目撃していた。その後のフロリダ500の途中では、舌を出していたため、クルーズの空想シーンで舌を出したトラクターになるが、その姿のままクルーズを含む3人を抜かして行った。
ティム・トレッドレス
- ゼッケンNo：28
- 車種：新世代レーサーSA型
- 所属：ニトロエイド（NITROADE）

フィル・タンクソンの後任。車体の色は焦げ茶/茶色。本作で2度目のモーター・スピードウェイ・オブ・サウスでレースデビューした最初の次世代レーサーの1台で、ムード・スプリングス・スパッター・ストップ350では4位でゴールしたが、その後のフロリダ500では中位を走っていた所をカム・スピナーの起こした大クラッシュに巻き込まれる。
2017年12月に発売された文庫『めざせ！ チャンピオン ライトニング・マックィーン/ジャクソン・ストーム』では、リーダーシップとスポーツマンシップに溢れた性格とストームとはかつてのチームメイトでライバルだったことが明かされた。その時にストームとの決闘に勝利して一度レーサーになった経験があるからか、新人のはずだが次世代レーサーで唯一ルーキーストライプがない。
カム・スピナー
- ゼッケンNo：31
- 車種：新世代レーサーSB型
- トリプルデント（TripleDent）

テリー・カーガスの後任。車体の色は青/白/水色。あまり社交的な方ではなく、ただひたすらレースが好きな人物。フロリダ500では中位を走行中第2コーナーでスピンし、そのまま大クラッシュを起こした。クリス・ローミンとは仲が良さそうな描写がある。
本編ではまぶたの色が青だが、カーズマテルでは黒になっている。ゲーム｢勝利への道｣では操作可能キャラである。
エド・トランカン
- ゼッケンNo：33
- 車種：新世代レーサーSB型
- 所属：ムード・スプリングス（MOOD SPRINGS）

ダッド・スロットルマンの後任。車体の色は青/黒/白。本作で2度目のモーター・スピードウェイ・オブ・サウスでレースデビューした最初の次世代レーサーの1台で、グランドール・OIL・Co・レースウェイでは2位でゴールする。フロリダ500では中位を走っており、クラッシュに巻き込まれかけたが回避した。
スティーブ・"スリック"・ラページ
- ゼッケンNo：34
- 車種：新世代レーサーSB型
- 所属：トランク・フレッシュ（trank fresh）

ダークソン・ダーゴスティーノの後任。車体の色は濃い緑/銀/黄緑。ロサンゼルス500でレースデビューし、その後のフロリダ500で、カム・スピナーの起こした大クラッシュに巻き込まれた。
リッチ・ミクソン
- ゼッケンNo：36
- 車種：新世代レーサーSA型
- 所属：タンクコート（Tank Coat）

レブ・ミーカーの後任。車体の色は濃いピンク。2017年度シーズン開幕戦のフロリダ500でレースデビューする。完全に勝利に集中している為、無愛想な性格。フロリダ500では後方におり、クルーズの空想シーンで、最初にトラクターになる。ゲーム｢勝利への道｣では操作可能キャラである。
マイケル・ローター
- ゼッケンNo：39
- 車種：新世代レーサーSB型
- 所属：ビュー・ジーン（VIEWZEEN）

バック・ベアリングリーの後任。車体の色は水色/青/黄色。2017年度シーズン開幕戦のフロリダ500でレースデビューし、ポール・コンレヴがクルーズに追い越された時、そのすぐ後ろを走っていた。
アーロン・クロッカー
- ゼッケンNo：48
- 車種：新世代レーサーSA型
- 所属：リボルティング（RE-VOLTING）

T.G.キャッスルナットの後任。車体の色は赤/濃い赤/黒/白。本作で2度目のモーター・スピードウェイ・オブ・サウスでレースデビューした最初の次世代レーサーの1人で強豪。ラストベルト・OIL・Co・レースウェイでは3位、最後のフロリダ500では5位でゴールする。集中力があるのか、長く登場するが一度もよそ見する描写がない。
ジョージ・ニューウィン
- ゼッケンNo：52
- 車種：新世代レーサーSB型
- 所属：リークレス（Leak Less）

ブライアン・スパークの後任。車体の色は黄色/黒。2017年度シーズン開幕戦のフロリダ500でレースデビューするが、カム・スピナーの起こした大クラッシュで、最初に巻き込まれた。そのせいで映画に登場する次世代レーサーの中で最も登場時間が短い。
ハーブ・カーブラー
- ゼッケンNo：54
- 車種：新世代レーサーSB型
- 所属：フォークス・ ウィール・ドライブ（FAUX WHEEL DRIVE）

トミー・ハイバンクスの後任。車体の色は濃い緑/黄色。ロサンゼルス500で、バック・ベアリングリーを抜いて上位に行くが後にマックィーンに追い越される。フロリダ500でも上位を走っている。
バリー・ディペダル
- ゼッケンNo：64
- 車種：新世代レーサーSB型
- 所属：RPM

ブルース・ミラーの後任。車体の色は青/黒/オレンジ。ラストベルト・レースウェイでは4位、バンパー・セーブ：ギアーズ・アンド・グローリィ450では3位でゴールした強豪。その後のフロリダ500でも、上位にいたがクルーズに追い越された。
ジム・レヴェリック
- ゼッケンNo：67
- 車種：新世代レーサーSA型
- 所属：カーボン・サイバー（CARBON CYBER）

ボビー・ロードテスタの後任。車体の色は青緑/水色。フロリダ500の大クラッシュでは、クラッシュの起きた中位にいたがカム・スピナーを右にかわし、クラッシュに巻き込まれなかった。
H.J.ホリス
- ゼッケンNo：68
- 車種：新世代レーサーSB型
- 所属：N2Oコーラ（N2O Cola）

パーカー・ブレーキストンの後任。車体の色は黄緑/紫。本作で2度目のモーター・スピードウェイ・オブ・サウスでレースデビューした最初の次世代レーサーで、強豪として描かれておりグランドール・OIL・Co・レースウェイでは4位でゴールし、最後のフロリダ500でも4位でゴールする。2024年に公開されたレゴのショートムービー｢ブリックトゥーン｣では最大のライバルとして描かれ、自信家でかつてのチック・ヒックスに似たような勝利に拘り、攻撃的な性格が描写された。
リッチー・ガンジット
- ゼッケンNo：70
- 車種：新世代レーサーSB型
- 所属：ガスピリン（GASPRIN）

フロイド・マルビヒルの後任。車体の色は青/紫/黄色。ラストベルト・レースウェイでは5位でゴールし、その後のフロリダ500の大クラッシュでは、マックィーンの一つ前を走っていた。その時にカム・スピナーを左右にかわし、クラッシュに巻き込まれなかった。
M・ファストフォン
- ゼッケンNo：73
- 車種：新世代レーサーSB型
- 所属：レブンゴー（Rev-N-Go）

レブンゴー・レーサーの後任。車体の色は青緑/黄色。2017年度シーズン開幕戦のフロリダ500でレースデビューする。その開始前、最下位のマックィーンの2つ前からスタートした。
ウィル・ラッシュ
- ゼッケンNo：76
- 車種：新世代レーサーSB型
- 所属：ビニール・トゥーペ（Vinyl Toupee）

リブ・ローダゲスの後任。車体の色は紫/黒/黄色。2017年度シーズン開幕戦のフロリダ500でレースデビューする。その開始前、最下位のマックィーンの1つ前からスタートした。
ダン・カルシア
- ゼッケンNo：80
- 車種：新世代レーサーSA型
- 所属：ガスキッツ（Gask-its）

レックス・レヴラーの後任。車体の色は青/黄色。ラストベルト・レースウェイでは3位でゴールした。その後のフロリダ500では中位ぐらいにおり、コンラッド・キャンバーがニック・シフトにぶつかった時、二人のすぐ後ろを走っていて、クルーズに追い越される。
コンラッド・キャンバー
- ゼッケンNo：82
- 車種：新世代レーサーSB型
- 所属：シャイニー・ワックス（SHINY WAX）

ダレン・レッドフッドの後任。車体の色は濃い緑/金色。次世代レーサーで唯一ヘッドライトがない。2017年度シーズン開幕戦のフロリダ500でレースデビューしたが、その途中で横にいたニック・シフトにぶつかり攻撃を仕掛ける。
J.P.ドライブ
- ゼッケンNo：84
- 車種：新世代レーサーSB型
- 所属：アップル社（Apple inc.）

アップル・レーサーの後任。車体の色は白/グレー。ラストベルト・レースウェイと、バンパー・セーブ：ギアーズ・アンド・グローリィ450では2位でゴールするが、その後のフロリダ500で、後方にいたところカム・スピナーの起こした大クラッシュに巻き込まれた。スポンサーの権利の問題からか、次世代レーサーで唯一マテルからミニカーが発売されていない。
ポール・コンレヴ
- ゼッケンNo：90
- 車種：新世代レーサーSB型
- 所属：バンパー・セーブ（Bumper $ave）

ポンチー・ワイプアウトの後任。車体の色は白/赤/水色。2017年度シーズン開幕戦のフロリダ500でレースデビューし、初出場ながら上位を走っていたがその途中でクルーズに追い越される。
シェルドン・シフター
- ゼッケンNo：92
- 車種：新世代レーサーSA型
- 所属：スパッター・ストップ（SPUTTER Stop）

マレー・クラッチバーンの後任。車体の色は茶/青緑/白。2017年度シーズン開幕戦のフロリダ500でレースデビューするし比較的後方で走っていたが、そこでマックィーンがクルーズに注意した、道路の出っ張りに引っかかる。
ニック・シフト
- ゼッケンNo：93
- 車種：新世代レーサーSA型
- 所属：スペア・ミント（SPARE MINT）

アーニー・ギアソンの後任。車体の色は水色/薄い水色。ムード・スプリングス・スパッター・ストップ350では2位でゴールし、その後のフロリダ500でも上位を走っていたが、途中で横にいたコンラッド・キャンバーに車体をぶつけられて後退する。
スパイキー・フィルアップス
- ゼッケンNo：117
- 車種：新世代レーサーSA型
- 所属：リル・トルキー・ピストンズ（LIL TORQUEY PISTONS）

ラルフ・カーロウの後任。車体の色は青/濃い水色。コンセプトアートの時点では、女性レーサーだったことが確認できるが、映画内では特段それに言及されることはない。2017年度シーズン開幕戦のフロリダ500でレースデビューし、中位あたりを走行する。
ノア・ゴセック
- ゼッケンNo：121
- 車種：新世代レーサーSA型
- 所属：クラッチ・エイド（CLUTCH AID）

ダイノ・ドラフトスキーの後任。車体の色は黄緑/青。2017年度シーズン開幕戦のフロリダ500でレースデビューする。後方でマックィーンと抜き合いを行っていたが、そこでカム・スピナーの起こした大クラッシュに巻き込まれ、一度止まったが、その後も走り続けた。
ジョナス・カーヴァース
- ゼッケンNo：123
- 車種：新世代レーサーSA型
- 所属：ノー・ストール（No Stall）

トッド・マーカスの後任。車体の色は赤茶/茶色。フロリダ500では後方におり、クルーズが最初に抜かしたレーサー。

#### ピットクルー
キング（ストリップ・ウェザーズ）
1作目に登場したピストン・カップの元ベテランレーサー。車体は1979年型プリムス・スーパーバードで色は水色。
2005年度シーズン引退後、甥のキャルのクルーチーフへと転身する。
キャルの引退後は、マックィーンがクルーチーフを引き継ぐ。ダイナコのクルーチーフはロジャー・ウィーラー→キング→ライトニング・マックィーンの順に交代する。
レイ・レバーハム
ジャクソン・ストームのクルーチーフ。車体はピックアップトラックで色は黒。
ストームのシミュレーターにマックィーンを入れたのはレイ。
フロリダ500ではストームにクルーズの順位を教えた。
モデルは元NASCARレーサー、ジェフ・ゴードンのクルー・チーフで現在はレース関連会社のコンサルタントを務める、声を担当するレイ・エバーナム本人。また、本作のアドバイザーを務めている。
オクタン・ゲインのクルーチーフ
ボビー・スウィフトとダニー・シュワヴェッツのクルーチーフ。色は紫と白→紫とオレンジ。マックィーンのシミュレーターでは、突っ込んだマックィーンから避ける為に、台から飛び降りた。
ダイノ・ドラフトスキーのピットクルー
色は青と緑。マックィーンのシミュレーターでは、マックィーンにぶつかられ、「何やってるんだ！」と声を出す。
マーレー・クラッチバーンのピットクルー
色は緑とオレンジ。マックィーンのシミュレーターでは、マックィーンがスパッター・ストップのテントの中に突っ込んだ時に驚いた。
ティム・トレッドレスのピットクルー
色は焦げ茶/茶色。フロリダ500開始前、ティム・トレッドレスのタイヤを運んでいた。
ダークソン・ダーゴスティーノのクルーチーフ＆ピットクルー
車体の色は黄緑/黒。バンパー・セーブ：ギアス・アンド・グローリィ450の会場で、マックィーンがインタビューを受けていたところのすぐ後ろで姿をみせていた。

#### スポンサーとその関係者
スターリング
本作のもう一人のディズニー・ヴィランズ。
錆取り用クリーム会社ラスティーズの新社長にしてラスティーズ・レーシング・センターの運営者。車体は2ドアクーペで色は銀色。
始めはマックィーンの再生プロジェクトに協力していたものの、成果が上がらないことに難色を示し、ビジネス最優先でマックィーンにレーサー引退を勧告し、ブランド商品での展開を提案。新シーズン初戦での結果次第で彼の引退撤回を約束する。
終盤、フロリダ500で優勝したクルーズを自分のチームのレーサーに誘うも、マックィーンが彼女にレースの参戦権を譲った時は猛反対していた為か、彼女に見限られて契約を解除され、追い打ちをかけられるようにテックスにラスティーズを買収された。
ラスティー・ラスティーズ/ダスティー・ラスティーズ
1作目から登場するラスティーズの元社長兄弟。車体はラスティーが1963年型ダッジ・ダート、ダスティーが1963年型ダッジ・A100バンで色は2台とも緑。
高齢化と施設設備のため、会社をスターリングに売却する。
マック
マックィーンの移動トレーラーを牽引するトレーラーヘッド。車体は1985年式マック・スーパーライナーで色は赤。
本作では、マックィーンが「サンダーホロウ・スピードウェイへ行こう」と言った時、ルイジに「目立つ上、マスコミに気付かれたら寄ってこられる」と忠告された後、「俺は変装の名人なんだ」と言い、パーティグッズ屋「ジョッコ・フロッコ」に変装しサンダーホロウ・スピードウェイへと向かう。
なお、後術のトリビアにもある通り、「ジョッコ・フロッコ」は元NASCARドライバーのティム・フロックのペットである猿の名前が元ネタ。
ゲイル・ビューフォート
ジャクソン・ストームの移動トレーラーを牽引する新世代レーサー輸送用トレーラーヘッド。車体の色は黒。
スティーブ・カースキー
ブリック・ヤードレィの移動トレーラーを牽引するトレーラーヘッド。車体の色は黄緑/白。
テックス・ダイナコ
1作目から登場する。大石油会社ダイナコの社長。車体は1975年型キャデラック・クーペデビルで色は金色。フロントグリルに牛の角が付いている。
終盤でクルーズと契約を結び、スターリングからラスティーズを買収する。
バイトリーンの社長
バイトリーンの社長。色はシルバー。2016年度最終戦直前、ブリックをクビにした。

#### マスコミ
ボブ・カトラス
1作目から登場する。ピストン・カップの実況アナウンサー。車体は2ドアクーペで色は銀色。
1作目と違い、ドアにRSNのロゴがある。
モデルはNBCのスポーツキャスター、ボブ・コスタス。
ダレル・カートリップ
ピストン・カップの元チャンピオンで解説者。車体は1970年型シボレー・モンテカルロで色は銀色/赤/黄色。ヘッドライト部分には黄色いプレートが付いている。カーズシリーズ全てで登場する。
モデルはNASCARカップシリーズの元チャンピオンで解説者、声を担当するダレル・ウォルトリップ。
ナタリー・サートゥン
統計アナリスト。車体はテスラ・モデルSで色は赤紫。
レース分析専門家として数学的知識でレースの勝敗を予想。数多くのレース番組にゲストとして出演し、多くの視聴者から支持されている。
チック・ヒックス
1作目に登場したピストン・カップのベテランレーサーにしてかつてのマックィーンのライバル。車体のモデルは1987年型ビュイック・GNXで色は緑。
本作では既にレーサーを引退しており、「レーシング・スポーツ・ネットワーク」のコメンテーターに転身。自身がプロデュースするレース情報番組「チックズ・チック・ヒックス」の司会も務めている。ナタリー・サートゥンの分析で新世代レーサーを後押しし、マックィーンを貶めようとするなど、その性根の腐った陰険な性格は現役時代となんら変わっていない。結局現役時代、ピストン・カップでは一回しか優勝できず、周囲からは馬鹿にされている。
シャノン・スポークス
レース・スポーツ・ネットワークのレポーター。車体はボブ・カトラスに似た2ドアクーペで色は茶色。マックィーンとキャルにインタビューする。
声を担当するシャノン・スペークはNASCARなどのスポーツ番組で活動するレポーター。
ビズ・トロセン
マックィーンにインタビューした女性のマスコミ。キャル・ウェザーズの引退をマックィーンに知らせる。似た車体のマスコミがよく出ている。
マイク・ジョイライド
ラジオの司会。声のみの登場。
声を担当するマイク・ジョイはNASCARなどのスポーツ番組で活動するアナウンサー。

#### ファン
マディ・マックギア
マックィーンのファンの少女。車体はマイクロカーで色は赤。
ママ・マックギア
マディの母で、モーター・スピードウェイ・オブ・ザ・サウスとフロリダ・インターナショナル・スピードウェイで彼女の隣にいた灰色の車体。
アルバート・ヒンキー
1作目に登場したマックィーンのファンの大型モーターホーム。色はベージュ/オレンジ/赤。仲間内では、「飲み食いならアルに任せろ」が合言葉。
キーエル・モーターレー
クルーズが、フロリダ・インターナショナル・スピードウェイからレーシングセンターに帰る時に、フロリダ・インターナショナル・スピードウェイに向かっていた、白いミニ・クーパー。屋根に荷物をのせていた。
スティーブ・ヘーゼル
クルーズが、フロリダ・インターナショナル・スピードウェイからレーシングセンターに帰る時に、フロリダ・インターナショナル・スピードウェイに向かっていた、黒くて長い車体。キーエルの隣にいた。

#### スタッフ
クリス・レブストップスキー
ピストン・カップの女性レース旗係。車体はピックアップトラックで色は白。
パット・トラクソン
ピストン・カップのペースカー。車体は2作目に登場したロッド・トルク・レッドラインと同個体で色は白。
ハーブ・カーブラー
ピストン・カップのレッカー車。色はオレンジ。54番の新世代レーサーと名前が全て被っている。
タイニー・ラグスワース
ピストン・カップの消防車。色は赤。マックィーンが事故を起こしたときにかけつけた。
スチュー・スキャターシールド
ピストン・カップのキャリアカー。色はオレンジ。ライアン・"インサイド"・レニーがインタビューされるシーンで、後ろの方にいた。また、ロサンゼルス500で、ストームとマックィーンがピットに入るシーンで小さく映っていたり、フロリダ500の時、ピットの裏にいるなど、様々なシーンで小さく登場した。

### ラジエーター・スプリングスの住民
ドック・ハドソン（ハドソン・ホーネット）
ゼッケンNo：51
町医者と判事の顔を持つ1950年代のピストン・カップの伝説のレーサー。マックィーンの師匠だが、2作目以前に他界している。車体は1951年型ハドソン・ホーネットで色は紺。
本作ではマックィーンの回想シーン、1作目で言及された「54年の大事故」の映像、現役時代のレースシーンで登場。前2作では明かされていなかった彼の過去や真相なども本作で明かされている。彼の人生がマックィーンの決断の鍵となる。
メーター
マックィーンの親友。車体はレッカー車で色は錆びた茶色。
サリー・カレラ
マックィーンのガールフレンド。車体は2002年型ポルシェ・911カレラ（996型）で色は水色。
ルイジ
タイヤ店「CASA DELLA TIRES」店主。車体は1960年型フィアット・500で色は黄色。
マックィーンの旅にグイドと共に同行する。
グイド
ルイジの親友。車体はフォークリフトで色は水色。マックィーンのピットクルーとして活躍している。
マックィーンの旅にルイジと共に同行する。
シェリフ
老保安官。車体は1949年型マーキュリー・ポリス・クルーザーで色は黒。
ラモーン
ペイントショップ「ラモーンズ・ボディペイント」店主。車体は1959年型シボレー・インパラで色は冒頭では青、終盤ではピンク。
フロー
ラモーンの妻で喫茶店（ガソリンスタンド）「フローズV8カフェ」のオーナー。車体は1950年代ショー・カーで色は緑。
フィルモア
オーガニック燃料兼雑貨屋「フィルモアのオーガニック燃料店」を営むヒッピー。車体は1960年型フォルクスワーゲン・バスで色は緑。
サージ
払い下げ軍用品販売店「サージのサープラスハット」を営む退役軍車。車体は1942年型ウィリスMBで色はオリーブグリーン。
リジー
土産屋を営む老車。車体は1923年型T型フォードで色は黒。
レッド
車体は消防車で色は赤。

### トーマスヴィル・スピードウェイのキャラクター

#### ピストン・カップのレジェンド
ドック・ハドソン（ハドソン・ホーネット）と共に1950年代に活躍したピストン・カップの元レーサー及び関係者たち。ドックのことを「ハド」と呼ぶ。レーサーを引退した現在は、山奥にあるトーマスビル・スピードウェイ付近に住んでいる。
スモーキー
ドックの元クルーチーフ兼メカニック。車体はハドソン・ピックアップで色はオレンジ。サービスステーション「スモーキーズ・オートモーティブ・サービス」を所有する。
ドックの過去や彼の心の真実を知っており、トーマスビル・スピードウェイを訪れたマックィーンにそれを伝える。マックィーンの再生プロジェクトに協力し、彼とクルーズに様々な技を伝授しながら特訓する。
モデルはNASCAR黎明期に深く関わったアメリカの整備士スモーキー・ユニック。
ルイーズ・ナッシュ
ゼッケンNo：94
女性レーサー。車体はナッシュ・アンバサダーで色はクリーム色。
別名「バーンストーマー」。女性で初めてピストン・カップを3回連続優勝し、名を残した。当時は女性がレースに出場することに周囲が否定的だったため、他のレーサーからゼッケンを盗んで出場したことがある。
モデルはNASCAR黎明期の女性レーサールイーズ・スミス。
リバー・スコット
ゼッケンNo：34
アフリカ系アメリカ人レーサー。車体は1933ウィリス・77クーペで色は紫。
50年代の中で7回の優勝記録を持つ。
モデルはNASCAR黎明期のレーサーウェンデル・スコット。
ジュニア・ムーン
ゼッケンNo：11
車体は1940フォード・クーペで色は黒。
別名「ミッドナイト」。夜に森の中やレース場を走り抜けたことが由来。
モデルはNASCAR黎明期に「ハード・チャージャー（飛ばし屋）」の名前で馳せたレーサーで、声を担当するジュニア・ジョンソン本人。
スイート・ティー
ルイーズの元ピットクルー。車体はグイドと似た形状のフォークリフトで色はクリーム色。
現在は酒場「コッター・ピン・バー」のウェイトレス兼歌手として働いている。

#### 住民
ハイファー
トーマスビル・スピードウェイの牧場で大量に飼われているトラクター。車体の色はオレンジ。マックィーンとクルーズの特訓に用いられた。実世界でいう牛。
ジェント・トウラノ
コッター・ピン・バーでN2Oコーラを飲んでいた。女性で、色は濃い緑で錆が付いている。
ザナドゥ・バンパース
赤茶色の車体のフォルクスワーゲン・ビートル。
ビル・レヴズ
橙色の車体。横は、一部、木でできているところがある。
アンドリュー・ブルーム
色はベージュ色で、ボンネットの上に2本の黒いラインが入っている。
ヴァンドン・カー
コッター・ピン・バーにいたセダン。色は緑で、少し錆びが付いている。
ジェン・タンセダン
コッター・ピン・バーにいた、黄色いセダン。

### サンダーホロウ・スピードウェイのキャラクター

#### クレイジー8の出場車
マックィーンとクルーズが特訓のため訪れたサンダーホロウ・スピードウェイで、週に一度行われるデモリション・ダービークレイジー8の出場車たち。いずれも車体がボロボロで歪み、汚れている。
ミス・フリッター
ゼッケンNo：58
「破壊の女王」の異名を持つクレイジー8の伝説的存在。車体はスクールバスで色は黄色。巨大な車体に、角をあしらった直管マフラー、側面の丸鋸のような機械など、モンスターのような見た目が特徴。側面にはレースで潰した車のナンバープレートを飾っている。一人称は 「あたし」。
女性ながら肝っ玉が据わった性格。実はマックィーンの熱狂的なファンであり、ガレージには天井まで彼のポスターなどを飾っている。レースでは、マックィーンに敗北し、自分の看板に突っ込んで倒れる。その後、フロリダ500の中継を見ながら、マックィーンのことを、レースで名乗っていた偽名である「ウィップルフィルター」と呼んで応援している。
「ミス・フリッターのレーシングスクール（MISS FRITTER’S RACING SKOOOL）」を経営しており、CM内で生徒共々自己紹介をしている。
アーヴィー・モーターホーム
ゼッケンNo：00
車体は箱型のモーターホームで色は白。目の周りを黒く塗り潰し、大きい口のメイクと側面に書かれた自分のゼッケンである、大きな00のナンバーが特徴。レースでは、フラフラ走った末横転してリタイア。
ドクター・ダメージ
ゼッケンNo：5
車体は救急車で色は白。車体の至る所がへこんでいる他、AMBULANCEにRを加え「RANBULANCE」とボンネットとサイドにペイントしている。ジャンバラヤやフェアゲームの二台を側面から追突してふっ飛ばしている、その後、フェアゲームに後ろから荷台の中に突っ込まれ、壁に追突してフェアゲーム共々リタイア。「ピーポーピーポー」とサイレンを口ずさみながら走る。
救急車としての現役時代、事故ばかりでサイレンが故障してクビになったところを、フリッターに助けられた。
ヒットとラン
ゼッケンNo：1（ヒット）/2（ラン）
車体の色は黄緑。双子。車体は2作目に登場したヒューゴ型に似ている。2台ともに、フリッターの両側面に衝突したことで怒りを買い、吹っ飛ばされてしまう。その後、フリッターと共に、フロリダ500の中継を観ている。
タコ
ゼッケンNo：4
車体はピックアップトラックで色は黄色。衝突すると車体がエビ反りになる。フェアゲームに後ろから衝突し、ドクター・ダメージに突っ込ませる。終盤まで生き残っていたが、フリッターに吹っ飛ばされる。
ブラインド・スポット
ゼッケンNo：10
女性出場車。車体はステーションワゴンで色は水色/ピンク。
パイルアップ
ゼッケンNo：11
車体はステーションワゴンで、色は緑/赤。リア周りが反り上がっており、リアガラスにも、フロントガラスと同じように、目のペイントをしている。開始直後にいきなりバックで走行している。車体の直ったTボーンに衝突し、再びへこませる。
ハイ・インパクト
ゼッケンNo：12
女性出場車。車体はセダンで、色はオレンジ/緑。縞模様のペイントが特徴。Tボーンに左側面から衝突し、偶然Tボーンの凹みを直してしまう。
ジンボ
ゼッケンNo：13
車体はピックアップトラックで色は紫。リア周りが潰れかけている。序盤にクラッシュして吹っ飛び、クルーズとマックィーンに衝突しかける。その後逆さまになって動けなくなっているところをさらにモーターホームに体当たりされる。フリッタータイムにて、クルーズがフリッターに襲われそうになった際には、クルーズに「逃げろ」と言っている。
プッシュオーバー
ゼッケンNo：16
車体の色はオレンジ。側面にシャークマウスのような口のペイントが特徴。フィッシュテールにクラッシュさせられ、偶然モーターホームの上に逆さまに乗ってしまう。
シガレット
ゼッケンNo：22
女性出場車。車体の色は青/赤/白。星条旗を模したペイントが特徴。
ブロードサイド
ゼッケンNo：25
車体はピックアップトラックで色は青。
ジャンバラヤ
ゼッケンNo：27
女性出場車。車体は色は白。赤/黄/緑/青の水玉ペイントが特徴。その後、フリッターと共に、フロリダ500の中継を観ている。
フェアゲーム
ゼッケンNo：42
車体はイエローキャブでセダン型。チェック柄のペイントが特徴。モーターホームに体当たりしようとするが、マックィーンが間にいた為失敗し、モーターホームと衝突してスピン、その後バックで走行しながら「邪魔しやがって！」とマックイーンに怒るも、ドクター・ダメージに側面から体当たりされる。その後はドクター・ダメージを追いかけていたが、タコに後ろから衝突され、ドクター・ダメージの荷台に突っ込んでしまう。
タクシーとしての現役時代、整備士に「油圧が高すぎてハンドルが固い、タクシーには向いていない。ミス・フリッターのレーシングスクールに入れ」と勧められ、今はありのままの自分を受け入れている。
Tボーン
ゼッケンNo：45
車体はセダンで、色は黄色。右側面が大きくへこんでおり、そのためスピードが非常に遅い。レースでハイ・インパクトに衝突されて元に戻るものの、今度はパイルアップに衝突されて再びへこんでしまう。
APB
ゼッケンNo：54
女性出場車。車体はパトロールカーで色は黒。「今日も取り締まるよ！」と自信満々だったが、特に活躍できず、スーパーフライがトッドの屋根に直撃するシーンとフェアゲームに後ろから荷台の中に突っ込まれたドクター・ダメージが壁に追突するシーンで彼女らしき車がフェンス傍で故障している。
スーパーフライ
ゼッケンNo：72
車体の色は水色/黄緑。木で出来たリアスポイラーが特徴。コースのタイヤにぶつかり宙を舞い、トッドの屋根に直撃した後客席のフェンスにもたれかかる。
パティー
ゼッケンNo：74
女性出場車。出場車の中では最も小柄な車体で色は水色。バンパーが欠けている。
リアビリティー
ゼッケンNo：77
女性出場車。車体の色は緑/紫。
ビル
ゼッケンNo：86
車体の色は赤/黄/青。『ルクソーJr.』に登場したゴムボールがボンネットに描かれており、ゼッケンも『ルクソーJr.』の公開年が由来。
テイルゲート
ゼッケンNo：88
女性出場車。車体の色はピンク。
エアボーン
ゼッケンNo：90
車体の色は黄/緑/青。
フィッシュテール
ゼッケンNo：96
車体の色は水色/オレンジ。リア周りが反り上がっている。プッシュオーバーとのぶつかり合いに勝利し、プッシュオーバーをクラッシュさせる。
トッド（ピザ・プラネットのトラック）
『トイ・ストーリー』から全ピクサー映画でお馴染みのピザ・プラネットの配達トラック。車体の色は黄色。前2作では群衆の中に登場していたが、本作ではクレイジー8の出場車として登場し、クレイジー8開始時にTボーンの前を横切って行くシーンと、コース側面のタイヤにぶつかって宙を舞ったスーパーフライに上から激突されたシーンのみに、一瞬だけ登場。スーパーフライが屋根に直撃した際に上部のロケットか取れて客席に飛んでいく。

#### スタッフ
ロスコー
サンダーホロウ・スピードウェイのゲートキーパー。車体はピックアップトラックで色は緑。帽子を被ったような荷台カバーが特徴。
ミスター・ドリッピー
給水タンクローリー。車体の色は青。土を押し固めたレース場に水を撒き、ぬかるんだ泥にする作業を行っている。レース終了後、敗北したミス・フリッターの元に駆けつけようとした所、コースを走り回っていたクルーズを避けようとして転倒し、荷台のタンクから水が吹き出し、マックィーンが被っていた泥を全て流してしまい、マックィーンの正体がバレる。ミス・フリッターのことが大好き。

#### クレイジー8のファン
モ・レブリン
車体の色がシルバーの車。女性。
トッド・クラッシュ
黄色い車体で、錆びが付いているファン。全く同じ車が、サンダーホロウ・スピードウェイにたくさんいた。
モーター・ターナー
クレイジーエイトのファンで、水色の車体。女性。
ケヴィン・ルワン
緑色の車。

### ラスティーズ・レーシング・センターのキャラクター

#### 訓練生
003.エイデン
車体の色は灰色/オレンジ。マックィーンがレーシングセンターに来て2日目の朝、マックィーンに「がんばれよ。もらすな」と、声をかけていた。
012.カート
クルーズの訓練生。車体の色は灰色/青紫。虫が苦手で、虫の群れが目の前に飛んでくると目をつぶってしまうが、クルーズとのトレーニングで克服した。
021.クシシュトフ
車体の色は灰色/緑色。
035.ロナルド
クルーズの訓練生。車体の色は灰色/黄緑。たびたび走りが硬くなるが、雲の写真を見ながら、「僕はフワフワの雲、僕はフワフワの雲」というと、走りが良くなる。スターリングはマックィーンの引退後は彼をレースに出そうと思っていた。
049.ガブリエル
クルーズの訓練生。車体の色は灰色/水色。故郷は『リメンバー・ミー』の舞台であるメキシコのサンタ・セシリア。ホームシックになりやすい。
057.ジュニィ
車体の色は灰色/紫。
061.トム・W
車体の色は灰色/水色。
070.シュリラム
車体の色は灰色/濃いピンク。
083.スディープ
車体の色は灰色/黄色。

#### スタッフ
ミリー
清掃員。車体はフォークリフトで色は白。

### 1950年代のピストン・カップのレーサー
300.リロイ・ヘミング（リボルティング）
1950年代に活躍したピストン・カップの新人レーサー。車体は1955年型クライスラー・300レターシリーズで色は白。
現役時代のレースシーンで登場。ドックを壁に押し付けて妨害するが、宙返りの技でかわされ優勝を阻止されてしまう。
3.ケイレブ・ウォーリー（キング・ボウリング・アリー/オール・グッド・オート・パーツ/リボルティング/ダイナコ石油）
1950年代に活躍したピストン・カップのレーサー。色は黒と白。ドック現役時代のレースシーンに登場。
4A.フロイド・モーガン（ジェンズ・ダイナー/モーター・オイル/トールセン・トラッキング/サザン・ゴールド・ガソリン）
1950年代に活躍したピストン・カップのレーサー。色はミントグリーンと白。ドック現役時代のレースシーンに登場。
5.スリム・フード（スラッジ・コーラ/ザ・プラザ・スーパーマーケット/サウスワード・ゴールド/モーター・オイル/リボルティング）
1950年代に活躍したピストン・カップのレーサー。色は白と青。ドック現役時代のレースシーンで登場。
8.レヴィ・ミッチャン（カービィ・ファーム・インプリメント＆サプライ・コー/ジュニアズ・ボディー・リペア/ボウリング・グリーン）
1950年代に活躍したピストン・カップのレーサー。色は黒。ドック現役時代のレースシーンで登場。
17.ジェット・ロビンソン（サザン・ゴールド・ガソリン）
1950年代に活躍したピストン・カップのレーサー。色は赤と黄色。ドック現役時代のレースシーンで登場。
26.イーライ・ターンパイク（フィッツ・ライト/ファスターズ・ガレージ/グランドル・オイル/ダイナコ石油）
1950年代に活躍したピストン・カップのレーサー。色は赤と黄。ドック現役時代のレースシーンで登場。
29.ビュフォード・カムシャフト（スモークハウス・パッケージング・グッズ/サザン・ゴールド・ガソリン）
1950年代に活躍したピストン・カップのレーサー。色は白と栗色。ドック現役時代のレースシーンで登場。
41.クロヴィス・ライダー（フアニータズ・カービーキュー）
1950年代に活躍したピストン・カップのレーサー。色は黒と黄と赤。ドック現役時代のレースシーンで登場。
42.ダッキー・フォントルロイ（ブロウイ・ベルソムス・セーフティ・ホーンズ/キャットマル・オイル/サザン・ゴールド・ガソリン/ダイナコ石油）
1950年代に活躍したピストン・カップのレーサー。色は赤と黒。ドック現役時代のレースシーンで登場。
44.フロイド・モーガン（サースワード・ゴールド/モーター・オイル）
1950年代に活躍したピストン・カップのレーサー。色は白と緑。ドック現役時代のレースシーンで登場。
64.デューイ・コーンロッド（コーンロッド・オート・アンド・カー・クラブ）
1950年代に活躍したピストン・カップのレーサー。色はシアンと白と赤。ドック現役時代のレースシーンで登場。
70.デューク・コールタース（ガスピリン/シフティドラッグ/リボルティング/モーター・オイル）
1950年代に活躍したピストン・カップのレーサー。色は赤と白。ドック現役時代のレースシーンで登場。
82.トリック・ガズラー（ラッキーズ・バー＆グリル/ザ・ラジカルス・カー・クラブ/モーター・オイル/クリントズ・ベイト＆タックル）
1950年代に活躍したピストン・カップのレーサー。ドック現役時代のレースシーンで登場。
90.ラスティー・ディップスティック（グランドル・オイル・コー/フロスター・エア・フィルターズ/リボルティング）
1950年代に活躍したピストン・カップのレーサー。色は赤と黒。ドック現役時代のレースシーンで登場。
91.ランディー・ローソン（スパッター・ストップ/リボルティング）
1950年代に活躍したピストン・カップのレーサー。色は黒と赤。ドック現役時代のレースシーンで登場。

### 50年代のピストン・カップのマスコミ
ウィールデル・リー
ドックたちが現役時代の頃、「WRSN-TV」でビデオ撮影をしていた。水色の車体。

### その他
ジェフ・ゴルベット
- ゼッケンNo：24
- 出身：カリフォルニア州ヴァレーオ

2作目に登場したアメリカ出身の元レーサー（2作目の時点では、アメリカで注目を集めている若手レーサーの1人だった）でマックィーンの友人。車体はシボレー・コルベット C6.Rで色は黄色。
登場は終盤のフロリダ500で、「旧世代の代表として勝ってくれ」とマックィーンに伝える。
インディアナ州に住んでいる。
モデルは2016年シーズン限り(フル参戦は2015年で終了、2016年はデイル・アーンハート・ジュニアの代役で8戦)で引退したNASCARカップシリーズの元チャンピオンで、声を担当するジェフ・ゴードン本人。日本語版は2作目とキャストが違い、2作目は若林秀俊が演じていたが今作では山本満太に変更されている。
ハミルトン
クルーズに搭載された音声コマンドアシスタント。速度を測定する際などに用いられる。声はルイス・ハミルトンが担当しているが、2作目に登場したキャラクターのルイス・ハミルトンとは関係がない。
ドイル
メーターのいとこで、彼の会話の中で名前のみの登場。歌いながら口笛を吹く技をメーターに教えた。

## キャスト
| キャラクター                     | 英語版                                     | 日本語版                                   |
| -------------------------------- | ------------------------------------------ | ------------------------------------------ |
| ライトニング・マックィーン       | オーウェン・ウィルソン                     | 土田大                                     |
| クルーズ・ラミレス               | クリステラ・アロンゾ                       | 松岡茉優                                   |
| スモーキー                       | クリス・クーパー                           | 有本欽隆                                   |
| スターリング                     | ネイサン・フィリオン                       | 大川透                                     |
| メーター                         | ラリー・ザ・ケーブル・ガイ                 | 山口智充                                   |
| ジャクソン・ストーム             | アーミー・ハマー                           | 藤森慎吾（オリエンタルラジオ）             |
| ダスティー・ラスティーズ         | レイ・マグリオッチ                         | 加藤満                                     |
| ルイジ                           | トニー・シャルーブ                         | パンツェッタ・ジローラモ                   |
| サリー・カレラ                   | ボニー・ハント                             | 戸田恵子                                   |
| ミス・フリッター                 | リー・デラリア                             | 定岡小百合                                 |
| ナタリー・サートゥン             | ケリー・ワシントン                         | 園崎未恵                                   |
| ボブ・カトラス                   | ボブ・コスタス                             | 赤坂泰彦                                   |
| ルイーズ・ナッシュ               | マーゴ・マーティンデイル                   | 磯辺万沙子                                 |
| ダレル・カートリップ             | ダレル・ウォルトリップ                     | 福澤朗                                     |
| リバー・スコット                 | イザイア・ウィットロック・Jr               | 田原アルノ                                 |
| チック・ヒックス                 | ボブ・ピーターソン                         | 内田直哉                                   |
| グイド                           | グイド・カローニ                           | ジョヴァンニ・バルディーニ(ドイツ語版流用) |
| ラスティー・ラスティーズ         | トム・マグリオッチ                         | 佐々木睦                                   |
| マック                           | ジョン・ラッツェンバーガー                 | 立木文彦                                   |
| キャル・ウェザーズ               | カイル・ペティ                             | あべそういち                               |
| ハミルトン                       | ルイス・ハミルトン                         | 藤高智大                                   |
| フィルモア                       | ロイド・シェアー                           | こねり翔                                   |
| ジュニア・ムーン                 | ジュニア・ジョンソン                       | 山野史人                                   |
| レイ・レバーハム                 | レイ・エバーナム                           | 後藤敦                                     |
| ドック・ハドソン                 | ポール・ニューマン（アーカイブオーディオ） | 浦山迅                                     |
| ラモーン                         | チーチ・マリン                             | 樋浦勉                                     |
| テックス                         | ハンピー・ウィーラー                       | 楠見尚己                                   |
| リジー                           | キャサリン・ヘルモンド                     | 森ひろ子                                   |
| サージ                           | ポール・ドゥーリイ                         | 麦人                                       |
| フロー                           | ジェニファー・ルイス                       | 片岡富枝                                   |
| シャノン・スポークス             | シャノン・スペーク                         | 土井真理                                   |
| マディ・マックギア               | マドリン・マグロウ                         | 竹内恵美子                                 |
| シェリフ                         | マイケル・ウォリス                         | 宮本崇弘                                   |
| マイク・ジョイライド             | マイク・ジョイ                             | 根本泰彦                                   |
| ジェフ・ゴルベット               | ジェフ・ゴードン                           | 山本満太                                   |
| ダニー・シュワヴェッツ           | ダニエル・スアレス                         | 岡井カツノリ                               |
| ライアン・"インサイド"・レイニー | ライアン・ブレイニー                       | 中村章吾                                   |
| バッバ・ホイールハウス           | ダレル・ウォレス・Jr.                      | 清水裕亮                                   |
| チェイス・レースロット           | チェイス・エリオット                       | 各務立基                                   |
| キング（ストリップ・ウェザーズ） | リチャード・ペティ                         | 岩崎ひろし                                 |
| スイート・ティー                 | アンドラ・デイ                             | 大木理紗                                   |
| レッド                           | ジェローム・ランフト                       | 宮本崇弘                                   |
| ボビー・スウィフト               | アンヘル・オケンド                         | 丸山壮史                                   |
| アーヴィー・モーターホーム       | ジェレミー・マックスウェル                 | 宮本崇弘                                   |
| ブリック・ヤードレィ             |                                            | 白熊寛嗣                                   |
| クレイジー8の実況                |                                            | 後藤光祐                                   |
| ガブリエル                       |                                            | 臼木健士朗                                 |
| カート                           |                                            | 高坂宙                                     |
| ロナルド                         |                                            | 宮﨑聡                                     |
| ミリー                           |                                            | 品田美穂                                   |
| シミュレーター音声               |                                            | さとうあい                                 |
| ピットクルー                     |                                            | 徳石勝大                                   |
| レポーター女1                    |                                            | 岸本百恵                                   |

## 登場する舞台

### ラジエーター・スプリングス
サリー/メーター/ルイジ/グイド/フィルモア/サージ/ラモーン/フロー/シェリフ/リジー/レッドが住んでいる。2作目と比べて、町へ来る車や、他の車が減っている。

### モーターシティ
架空の街。
モーター・スピードウェイ・オブ・サウス
ダイナコ・ライト・350の会場。全体が観客席で囲まれている。一作目の最初にも登場し、一番よく登場するレース場。モデルとなったコースはブリストル・モーター・スピードウェイ。

### アイオワ
ロッカー・アームズ・インターナショナル
アイオワ・ハイブリッド・450の会場。ハートランド・アンド・モーター・スピードウェイと同じコースや建物で、少しアレンジしている。

### ジョージア
ジョージア・モーター・スピードウェイ
ジョージア・セーフティー・ホーン・350と、ムード・スプリングス・スパッター・ストップ・350の会場で、2回登場した。直線コースが短い。マックィーンはここでテックスと話した。

### アリゾナ
コッパー・キャニオン・スピードウェイ
ダイナコ400の会場。ストームが初レース、初優勝した。ピットロードが長い。また、レースファンは、レース場の外からも観戦できる。

### カリフォルニア・ロサンゼルス
ロサンゼルス・インターナショナル・スピードウェイ
ロサンゼルス500の会場。マックィーンはここでクラッシュした。1作目では観客席の一番上に木が立っていたが、本作では全てライトに変わっている。

### フロリダ
ムーンメーターでも登場し、「ナスカ」という宇宙センターがあった（「ナサ」と「ナスカー」を組み合わせている）。
フロリダ・インターナショナル・スピードウェイ
2017シーズン開幕戦、フロリダ500の会場。クルーズが優勝した。ブルーレイ・ボーナスコンテンツで空から見ることができる。フロリダ500のモデルのデイトナ500を開催するサーキット。

### アラバマ
トッド・マーカスは、アラバマのディーゼルトン出身。
アラバマ・スピードウェイ
チックの番組でコースの形のみ登場。コースの形はロサンゼルス・インターナショナル・スピードウェイと似ている。

### ヴァージニア
ヴァージニア・スピードウェイ
チックの番組でコースの形のみ登場。細長いコース。

### ファイアボール・ビーチ
西海岸のどこか。
ファイアボール・ビーチ
マックィーンとクルーズがトレーニングをしたところ。昔はレース場だった。
ラスティーズ・レーシングセンター
マックィーンがトレーニングをしたところ。シミュレーターがある。クルーズ、スターリング、たくさんの訓練生がいる。

### サンダー・ホロウ
サンダー・ホロウ・スピードウェイ
八の字のダートコース。ミス・フリッターたちが車をぶつけ合うレースをしている。ここのトイレには「大は小を兼ねる」と書いてある。

### トーマス・ヴィル
トーマス・ヴィル・スピードウェイ
今は廃墟となっているレース場。かつてハドソン・ホーネットが走っていた。
コッター・ピン・バー
マックィーンとクルーズがピストン・カップのレジェンドと会ったバー。
スモーキーのガレージ
スモーキーのガレージでドックから届いたマックィーンの新聞記事が貼られてある。クルーズはここでグイドに改造された。
牧場
ハイファーがいる。数は、ラジエータースプリングスより多い。マックィーンとクルーズは窓から抜けるトレーニングをした。

### その他
グランドール・OIL・Co・レースウェイ
BnLレースウェイ
ウォーリーで出てくる企業、BnLのレース場。
ラストベルト・レースウェイ
データ・シフト・レースウェイ
データ・シフト400の会場。
ハートランド・アンド・モーター・スピードウェイ
バンパー・セーブ：ギアズ・アンド・グローリィ450の会場。表彰台はコッパー・キャニオン・スピードウェイと似ている。キャル・ウェザーズはここで引退した。
フランス・パリ
映像のみ登場。

## 製作
2014年3月、ディズニーによって本作の制作が明かされた。
2015年8月に行われた「D23 EXPO 2015」では公開日未定と発表されていたが、2017年6月16日公開予定だった『トイ・ストーリー4』の公開が1年後倒しされることが決定し、本作の公開日に差し替わった。
観客が応援したくなる主人公を描くため、シンデレラをマックィーンのモデルにしたという。
1作目でドック・ハドソンの声優を務めたポール・ニューマンが2008年に他界したため、2作目ではドックも他界したという設定で写真のみの登場となっていた。しかし本作では回想シーンなどでドックを再登場させるにあたり、1作目の音声収録時に録音されていたニューマンの未公開音声を使用した。
ピクサーは長編映画を製作する度に新技術を開発してきたが、本作ではクレイジー8のシーンに登場する泥のCG化に挑戦。映画スタッフは、オートミールを参考に試行錯誤を繰り返すことで、泥をCGでリアルに表現することに成功した。

## マーケティング
2016年11月21日にアメリカ版のティザー予告編が公開され、翌年1月5日にはクルーズ・ラミレスとジャクソン・ストームの新キャラクターが公開されたと同時にこの2台のキャスト、オーウェン・ウィルソンの続投も公表された。
日本では、2017年2月7日に邦題の『カーズ/クロスロード』と日本公開日が公表され、3月6日には片山右京と福澤朗の実況が入った日本版の特報映像が公開された。5月12日〜23日、ディズニーアニメーション映画では定番となった日本語版キャストを当てるTwitterキャンペーンが実行され、6月6日にはこの正解発表として松岡茉優と藤森慎吾が日本語版キャストを務めることと土田大、山口智充、戸田恵子の続投が同時に公表された。また、ディズニー史上初の試みで本作を実写化したディズニー公認のミニドラマ『ランナーズ/クロスロード』が野村周平主演で製作され、特設サイトで7月14日より配信開始となった。

## 興行成績

### 全米
2017年6月16日に4256劇場で封切られ、初日で1950万ドル、3日で5350万ドルを記録したが、これは前2作のオープニング記録を下回る結果である。ランキングでは、初登場1位（1週目・6月16日〜18日）、3位（2週目・6月23日〜25日）、5位（3週目・6月30日〜7月2日）、6位（4週目・7月7〜9日）、8位（5週目・7月14日〜16日）を記録した。

### 日本
2017年7月15日に全国公開され、初日2日間で動員数25万2000人、興行収入3億2000万円を記録した。ランキングでは、初登場4位（1週目・7月15日〜16日）、5位（2週目・7月22日〜23日）、9位（3週目・7月29日〜30日）を記録した。

## 音楽

### 主題歌
日本版エンドソング
「エンジン」（作詞・作曲・歌: 奥田民生）

### サウンドトラック
| #   | タイトル                                   | 作詞 | 作曲・編曲 | アーティスト         |
| --- | ------------------------------------------ | ---- | ---------- | -------------------- |
| 1.  | 「ラン・ザット・レース」                   |      |            | ダン・オーバック     |
| 2.  | 「キングス・ハイウェイ」                   |      |            | ジェームス・ベイ     |
| 3.  | 「トラッカロー」                           |      |            | ブラッド・ペイズリー |
| 4.  | 「サンダー・ホロウ・ブレイクダウン」       |      |            | ブラッド・ペイズリー |
| 5.  | 「グローリィ・デイズ」                     |      |            | アンドラ・デイ       |
| 6.  | 「ライド」                                 |      |            | ジージー・ワード     |
| 7.  | 「ドライブ・マイ・カー」                   |      |            | ジョージ・ブランコ   |
| 8.  | 「フリーウェイ・オブ・ラブ」               |      |            | リー・デラリア       |
| 9.  | 「グローリィ・デイズ（日本語バージョン）」 |      |            | 大木理紗             |
| 10. | 「エンジン」                               |      |            | 奥田民生             |
| 11. | 「エンジン（英語バージョン）」             |      |            | 奥田民生             |

トラック9、10、11は日本版限定のボーナス・トラックである。
アメリカではスコアが収録された「Cars 3 (Original Score)」も発売されたが、日本では配信限定となった。
エンドロールでは冒頭で「ライド」が流れ終わった後、字幕版ではスコアのメドレーが、日本語吹き替え版では「エンジン」が流れる。

## MovieNEX
2017年11月15日に先行デジタル配信が開始、同月22日にMovieNEXが発売。
ノーマルのMovieNEX、ピクサー初の4K UHD、トミカやレーシングキットなどのギフトをボックスに収納したギフトボックスの計3種類。MovieNEXとギフトボックスは3枚組、4K UHDは4枚組。ボーナス・コンテンツとして、劇場公開時に同時上映された『LOU』や製作の舞台裏、未公開シーンなどが収録されている。
- 「カーズ/クロスロード MovieNEX」
- 「カーズ/クロスロード 4K UHD MovieNEX」
- 「カーズ/クロスロード MovieNEX ギフトボックス」

## ゲーム
2017年4月6日にワーナー・ブラザース・インタラクティブ・エンターテイメントおよびディズニー・コンシューマー・プロダクツが「Cars 3: Driven to Win」を発表。開発はディズニー インフィニティを手掛けたAvalanche Software。
海外ではPlayStation 3、PlayStation 4、Xbox 360、Xbox One、Nintendo Switch、Wii Uを対象に2017年6月13日に発売。日本では「カーズ3 勝利への道」のタイトルで、PlayStation 4版及びNintendo Switch版がワーナー・ブラザース ホームエンターテイメントとして7月20日に発売。なお、日本でのディズニー・ゲームで、ワーナー・ブラザース ホームエンターテイメントが発売元を担当するのは、1988年から1992年にかけてウォルト・ディズニー・ピクチャーズ、タッチストーン・ピクチャーズ、ハリウッド・ピクチャーズ作品でワーナー・ブラザースが配給を担当していた以来となる。
本編後のストーリーとなっており、様々な車たちが世界レベルのレースに参加する内容となっている。
プレイアブルキャラクター
- ライトニング・マックィーン（ノーマル/ファビュラス）
- クルーズ・ラミレス
- メーター（ノーマル/スタントカー）
- サリー・カレラ
- ラモーン
- グイド
- ボビー・スイフト
- ブリック・ヤードレイ
- チック・ヒックス
- ナタリー・サートゥン
- アーヴィー・モーターホーム
- ドクター・ダメージ
- ミス・フリッター
- カム・スピナー
- リッチ・ミクソン
- ジャクソン・ストーム
- ジュニア・ムーン
- ルイーズ・ナッシュ
- リバー・スコット
- スモーキー
- マック

## ランナーズ/クロスロード
映画公開記念の実写版ミニドラマで、本作を元にしたスピンオフ作品。日本公開前日の2017年7月14日、YouTubeや特設サイトにて配信開始。なお、ディズニー共同制作のドラマは2005年放送の「星に願いを〜七畳間で生まれた410万の星〜」以来12年ぶり。
キャスト
- 95. 幕井 雷斗（まくい らいと） - 野村周平

主人公。天才ランナー。
- 来栖 美玲（くるす みれい） - 上原実矩

マネージャー。
- 20. 嵐山 勉（あらしやま つとむ） - 田中凌

ライバルのルーキー。
テーマ曲
- 奥田民生「エンジン」

## トリビア
- 1作目に登場した白地にAppleのマークが描かれたゼッケン84（Apple社のMacintosh誕生年）の新旧レースカーがレースシーンで一瞬登場している。またフロリダ500のシーンではマックィーンのピットの隣のピットで登場。
- チック・ヒックスの声は1作目で担当したマイケル・キートンではなく、脚本のボブ・ピーターソンが担当[注 6]。
- 『ウォーリー』などに登場する会社「BNL」のロゴマークがレースサーキットにて登場している。
- ラスティーズ・レーシング・センターにてクルーズがガブリエルに見せる映像は『リメンバー・ミー』に登場するメキシコのサンタ・セシリアの街の映像である。なお、映像に映る人物は全て車に置き換わっている。
- 全ピクサー映画に登場する「A113」は、本作ではスターリングのオフィスの番号として登場する。
- スターリングのオフィス内に、『シンデレラ』に登場するかぼちゃの馬車の形をしたトロフィーが登場する。
- 砂浜でクルーズがランニングマシーンを起動した際の起動音はMacintoshの起動音と同じ[注 7]。
- サンダーホロウ・スピードウェイにてマックの変装姿であるパーティグッズ屋「ジョッコ・フロッコ」はNASCARドライバーのティム・フロックのペットである猿の名前が元ネタ。
- 全ピクサー映画に登場するピザ・プラネットのトラックは、本作ではクレイジー8の出場車として一瞬だけ画面を横切る。
- クレイジー8の出場車であるビルのボンネットには、短編アニメーション『ルクソーjr.』に登場するゴムボール（通称：ルクソーボール）が描かれている。
- マックが睡眠をした橋付近に『トイ・ストーリー・オブ・テラー!』に登場するモーテル「Sleep Well」の看板が登場している。
- マックが睡眠中にマックィーンが見ていたテレビ番組に『カーズ2』のパリでキスをしていたカップルが映っている。
- トーマスビル・スピードウェイの酒場コッター・ピン・バーの壁に『リメンバー・ミー』に登場するエルネスト・デラクルスのギターが掛かっている。